# Szaul Jedidja Elazar Taub
Szaul Jedidja Elazar Taub (ur. 20 października 1886, zm. 29 listopada 1947) – rabin, drugi cadyk chasydzkiej dynastii Modrzyc, (jid. מאָדזשיץ). Syn cadyka Israela Tauba, wnuk Szmula Eliasza ze Zwolenia.
W 1920 roku objął sukcesję po swoim ojcu zostając cadykiem w Modrzycach. Dynastią w Polsce kierował do 1938 roku, kiedy to zdecydował się na wyjazd, ze względu na nasilającą się groźbę ataku III Rzeszy. Na początku wyjechał do Wilna, skąd przez ZSRR przedostał się do Japonii i następnie do San Francisco. W 1940 roku osiadł w Brooklynie, gdzie odbudował swoją dynastię. Tam również napisał ponad 1000 chasydzkich nigunów.
Przez wiele lat chciał wyjechać na stałe do Palestyny, czego jednak nigdy mu się nie udało zrealizować. Zmarł 29 listopada 1947 roku, został pochowany na Górze Oliwnej w Jerozolimie. Jego następcą został jego najstarszy syn, Szmuel Elijahu.